# Barbara Bedford (Schauspielerin)

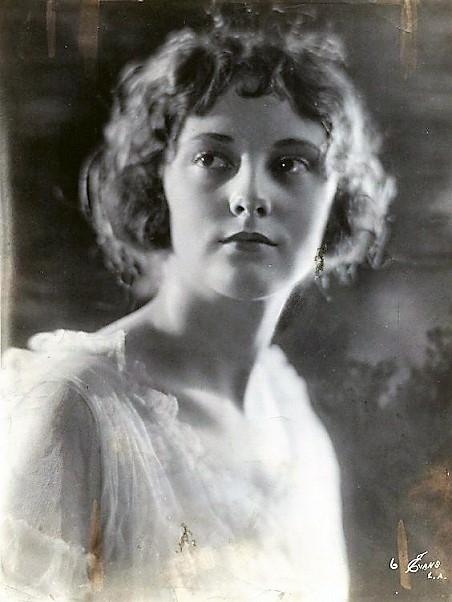
Barbara Bedford (1921)

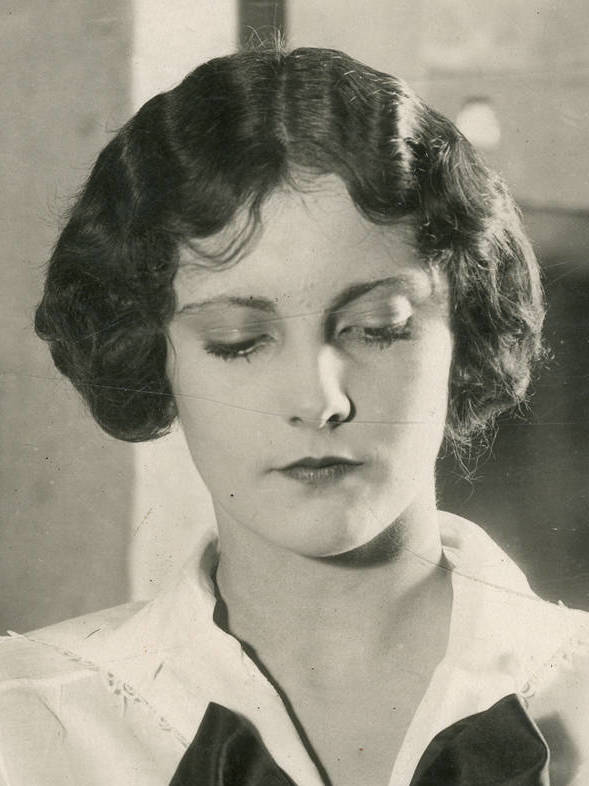
Barbara Bedford (1922)

Barbara Bedford (gebürtige Violet May Rose; * 19. Juli 1903 in Prairie du Chien, Wisconsin; † 25. Oktober 1981 in Jacksonville, Florida) war eine US-amerikanische Schauspielerin, die vor allem in den 1920er Jahren in Stummfilmen besetzt wurde. Ihre bekannteste Rolle ist die der Cora Munro in Der letzte Mohikaner (1920).

## Leben
Violet May Rose kam 1903 in Prairie du Chien, Wisconsin bzw. nach wenigen abweichenden Quellen im benachbarten Eastman zur Welt. Vor ihrer Karriere als Schauspielerin gab sie Schwimm-, Tanz- und Gymnastik-Unterricht und arbeitete als Buchhalterin in einer kleinen Bäckerei.
1920 hatte sie ihren ersten Filmauftritt im Drama The Cradle of Courage. Kurz darauf wurde sie von Regisseur Maurice Tourneur entdeckt, der sie zunächst in einer kleinen Rolle im Drama Deep Waters besetzte und ihr danach die Hauptrolle der Cora Munro in der James-Fenimore-Cooper-Verfilmung Der letzte Mohikaner gab. Bis 1930 trat Bedford in fast sechzig Stummfilmen auf, darunter im ersten echten 3D-Film The Power of Love (1922) und im Western-Klassiker Die Steppenreiter von Texas (1925) an der Seite von William S. Hart in seiner letzten Filmrolle. Sie arbeitete mit Regisseuren wie John Ford, Howard M. Mitchell, Tod Browning, Jack Conway, Edward Sedgwick, Lambert Hillyer, Clarence Brown, Reginald Barker und Colin Campbell. Fast alle dieser Werke gelten heute als verschollen.
Der Wechsel vom Stumm- zum Tonfilm gelang Bedford nicht ohne Probleme. In den frühen 1930er Jahren wurde sie noch vereinzelt in größeren Nebenrollen besetzt. Ab 1936 trat sie nur noch in ungenannten Kleinstrollen auf. 1945 hatte sie ihren letzten Filmauftritt im Drama Girls of the Big House. Danach zog sie sich ins Privatleben zurück. Ihr Schaffen umfasst über 210 Auftritte in Filmen.
Bedford war dreimal verheiratet. Ihre erste Ehe zu Regisseur Irvin Willat endete nach kurzer Zeit durch Scheidung. Aus der zweiten Ehe mit Schauspieler Alan Roscoe, die von 1922 bis 1928 hielt, ging Mitte der 1920er Jahre eine Tochter hervor. Bedford heiratete Roscoe 1930 ein zweites Mal; ihr Mann verstarb jedoch bereits im März 1933. Von 1940 bis zu dessen Tod 1954 war Bedford mit dem Schauspieler Terry Spencer verheiratet.
Nach seinem Tod zog Bedford nach Jacksonville, Florida, wo sie unter dem Namen Violet Spencer lebte und im Einzelhandel arbeitete. Gemeinsam mit ihrer Tochter zog sie in den 1970er Jahren nach Shreveport, Louisiana. Sie verstarb Ende Oktober 1981 im Alter von 78 Jahren in Jacksonville.

## Filmografie (Auswahl)
- 1920: The Cradle of Courage
- 1920: Deep Waters (verschollen)
- 1920: Der letzte Mohikaner (The Last of the Mohicans)
- 1921: The Big Punch
- 1921: The Face of the World
- 1921: Cinderella of the Hills (verschollen)
- 1922: The Unfoldment (verschollen)
- 1922: Gleam O’Dawn
- 1922: Winning with Wits
- 1922: Arabian Love
- 1922: Man Under Cover
- 1922: Step on It! (verschollen)
- 1922: Out of the Silent North
- 1922: Alias Julius Caesar
- 1922: The Power of Love
- 1922: Tom Mix in Arabia
- 1922: Another Man’s Shoes
- 1923: Romance Land
- 1923: The Tie That Binds
- 1923: The Forbidden Lover
- 1923: Das goldene Land (The Spoilers)
- 1923: The Acquittal
- 1923: Der Markt der Seelen (Souls for Sale) (Cameo)
- 1924: The Whipping Boss
- 1924: Women Who Give
- 1924: Pagan Passions
- 1925: The Champion of Lost Causes
- 1925: The Mansion of Aching Hearts
- 1925: The Mad Whirl
- 1925: Percy
- 1925: Er soll dein Herr sein... (The Talker)
- 1925: The Business of Love
- 1925: Before Midnight
- 1925: What Fools Men
- 1925: Die Steppenreiter von Texas (Tumbleweeds)
- 1926: Old Loves and New
- 1926: The Sporting Lover
- 1926: Devil’s Dice
- 1926: Sunshine of Paradise Alley
- 1927: Life of an Actress
- 1927: The Notorious Lady
- 1927: Backstage
- 1927: Der Sohn der Taiga (Mockery)
- 1927: The Girl from Gay Paree
- 1927: Eines Mannes Vergangenheit
- 1928: The Broken Mask
- 1928: Marry the Girl
- 1928: The Port of Missing Girls
- 1928: Manhattan Knights
- 1928: The City of Purple Dreams
- 1928: Bitter Sweets
- 1928: The Cavalier
- 1928: The Haunted House
- 1929: Smoke Bellew
- 1929: The Heroic Lover
- 1929: Brothers
- 1930: The Love Trader
- 1930: Sunny
- 1930: Tol’able David
- 1930: Der Flüchtling (The Lash)
- 1931: Desert Vengeance
- 1931: The Lady from Nowhere
- 1932: The Death Kiss
- 1933: Found Alive
- 1934: Tomorrow’s Youth
- 1934: A Girl of the Limberlost
- 1934: The World Accuses
- 1934: Sons of Steel
- 1935: Circumstantial Evidence (ungenannt)
- 1935: On Probation
- 1935: The Keeper of the Bees
- 1935: Condemned to Live
- 1935: The Spanish Cape Mystery
- 1935: 3 Kids and a Queen (ungenannt)
- 1935: Midnight Phantom
- 1935: Forced Landing
- 1936: Senor Jim
- 1936: Tango (ungenannt)
- 1936: Ring Around the Moon
- 1936: Brilliant Marriage
- 1936: The Mine with the Iron Door
- 1936: Speed (ungenannt)
- 1936: Easy Money
- 1936: Zwischen Haß und Liebe (His Brother’s Wife, ungenannt)
- 1936: Zum Tanzen geboren (ungenannt)
- 1937: Die Marx Brothers: Ein Tag beim Rennen (A Day at the Races)
- 1937: Der Arzt und die Frauen (Between Two Women, ungenannt)
- 1937: Big City (ungenannt)
- 1937: Seekadetten (Navy Blue and Gold, ungenannt)
- 1938: The First Hundred Years (ungenannt)
- 1938: Three Comrades (ungenannt)
- 1938: The Toy Wife (ungenannt)
- 1938: Woman Against Woman (ungenannt)
- 1938: Mord, wie er im Buche steht (Fast Company, ungenannt)
- 1938: The Chaser (ungenannt)
- 1938: Rich Man, Poor Girl (ungenannt)
- 1938: Teufelskerle (Boys Town, ungenannt)
- 1938: Zu heiß zum Anfassen (Too Hot to Handle, ungenannt)
- 1938: Dr. Kildare: Sein erster Fall (Young Dr. Kildare, ungenannt)
- 1938: The Girl Downstairs (ungenannt)
- 1939: Burn ’Em Up O’Connor (ungenannt)
- 1939: Idiot’s Delight (ungenannt)
- 1939: Four Girls in White (ungenannt)
- 1939: Within the Law (ungenannt)
- 1939: Sergeant Madden (ungenannt)
- 1939: Irrwege der Liebe (Broadway Serenade, ungenannt)
- 1939: Dr. Kildare: Unter Verdacht (Calling Dr. Kildare, ungenannt)
- 1939: Stronger Than Desire (ungenannt)
- 1939: On Borrowed Time (ungenannt)
- 1939: Andy Hardy Gets Spring Fever (ungenannt)
- 1939: Joe and Ethel Turp Call on the President (ungenannt)
- 1940: The Earl of Chicago (ungenannt)
- 1940: Der große Edison (Edison, the Man, ungenannt)
- 1940: Florian (ungenannt)
- 1940: We Who Are Young (ungenannt)
- 1940: Gold Rush Maisie (ungenannt)
- 1940: Liebling, du hast dich verändert (I Love You Again, ungenannt)
- 1940: Der Draufgänger (Boom Town, ungenannt)
- 1940: Dr. Kildare: Die Heimkehr  (Dr. Kildare Goes Home, ungenannt)
- 1940: Sky Murder (ungenannt)
- 1940: Dritter Finger, linke Hand (Third Finger, Left Hand, ungenannt)
- 1940: Little Nellie Kelly (ungenannt)
- 1940: Go West (ungenannt)
- 1941: Maisie Was a Lady (ungenannt)
- 1941: Das sind Kerle (Men of Boys Town, ungenannt)
- 1941: Dr. Kildare: Vor Gericht (The People vs. Dr. Kildare, ungenannt)
- 1941: Love Crazy (ungenannt)
- 1941: Allein unter Gangstern (The Get–Away, ungenannt)
- 1941: Whistling in the Dark (ungenannt)
- 1941: When Ladies Meet (ungenannt)
- 1941: Ein toller Bursche (Honky Tonk, ungenannt)
- 1941: Married Bachelor (ungenannt)
- 1941: Babes on Broadway (ungenannt)
- 1942: Nazi Agent (ungenannt)
- 1942: The Vanishing Virginian (ungenannt)
- 1942: Mr. and Mrs. North (ungenannt)
- 1942: Dr. Kildare’s Victory (ungenannt)
- 1942: Born to Sing (ungenannt)
- 1942: We Were Dancing (ungenannt)
- 1942: Don’t Talk (Kurzfilm, ungenannt)
- 1942: The Courtship of Andy Hardy (ungenannt)
- 1942: Schiff ahoi! (Ship Ahoy, ungenannt)
- 1942: Tortilla Flat (ungenannt)
- 1942: Calling Dr. Gillespie (ungenannt)
- 1942: Reunion in France (ungenannt)
- 1943: Und das Leben geht weiter (The Human Comedy, ungenannt)
- 1943: Assignment in Brittany (ungenannt)
- 1943: Slightly Dangerous (ungenannt)
- 1943: Bühne frei für Lily Mars (Presenting Lily Mars, ungenannt)
- 1943: Dr. Gillespie’s Criminal Case (ungenannt)
- 1943: Du Barry Was a Lady (ungenannt)
- 1943: Best Foot Forward (ungenannt)
- 1943: The Cross of Lorraine (ungenannt)
- 1943: Der kleine Engel (Lost Angel, ungenannt)
- 1944: Andy Hardy’s Blonde Trouble (ungenannt)
- 1944: Meet the People (ungenannt)
- 1944: An American Romance (ungenannt)
- 1945: Urlaub für die Liebe (The Clock, ungenannt)
- 1945: Girls of the Big House (ungenannt)